# Solange ich atme
Solange ich atme (Originaltitel Breathe, engl. für „Atmen“ oder „Luft holen“) ist eine britische Filmbiografie von Andy Serkis. Der deutsche Kinostart war am 19. April 2018.

## Handlung
Das Leben des gut aussehenden und abenteuerhungrigen Robin Cavendish nimmt eine dramatische Wendung, als bei ihm Polio diagnostiziert wird.

## Biografischer Hintergrund
Solange ich atme erzählt die Lebensgeschichte des 1930 in Middleton geborenen Briten Robin Cavendish. Als bei ihm im Alter von 28 Jahren Polio diagnostiziert wurde, teilte man ihm mit, er habe nur noch drei Monate zu leben; später wurde dies auf ein Jahr korrigiert. Von Hals abwärts gelähmt, war er auf ein Beatmungsgerät angewiesen. Gegen die Empfehlungen der Ärzte verließ Cavendish nach einem Jahr das Krankenhaus; er sollte einige der Experten, die ihm nur noch ein kurzes Leben voraussagten, überleben. Cavendish entwickelte sich zum Fachmann für seine Krankheit und fungierte selbst als Berater für Krankenschwestern. Er setzte sich als Anwalt und Fürsprecher für Behinderte ein. Er wurde zu einem der am längsten mit dieser Krankheit Überlebenden in Großbritannien und gilt als medizinische Sensation.

## Produktion

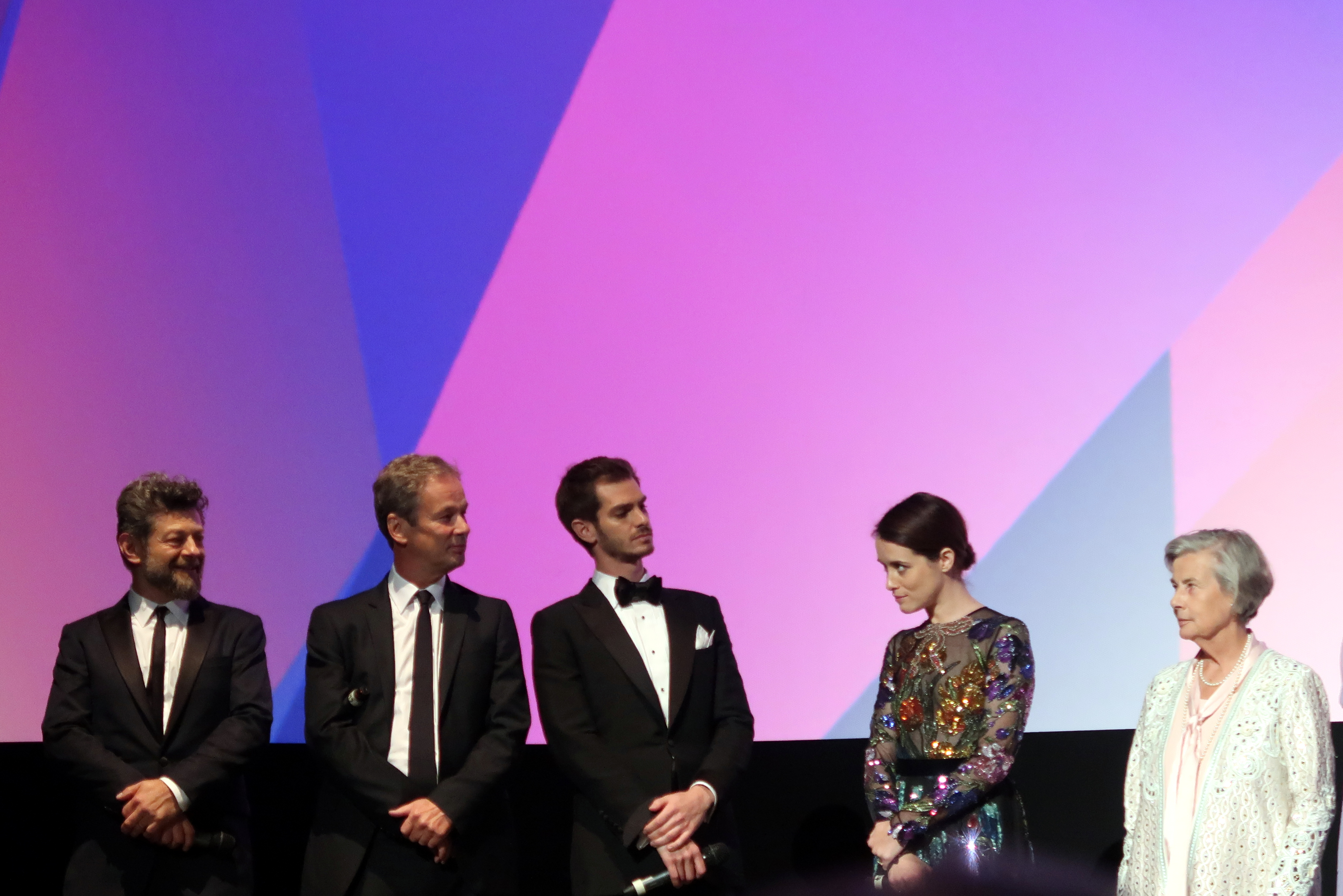
Andy Serkis, Jonathan Cavendish, Andrew Garfield, Claire Foy und Diana Cavendish bei der Premiere des Films im Rahmen des London Film Festivals

Regie führte Andy Serkis, der mit diesem Film sein Regiedebüt gab. Serkis ist eigentlich für seine Motion-Capture-Rollen als Schauspieler bekannt, so als Gollum in der Herr-der-Ringe-Trilogie und als Affe Caesar in der Neuauflage von Planet der Affen ab 2011. Das Drehbuch wurde von William Nicholson geschrieben. Jonathan Cavendish, einer der Produzenten des Films, ist der Sohn des dargestellten Robin Cavendish. Ende Juni 2017 wurde ein erster Trailer veröffentlicht. Die Filmmusik komponierte Nitin Sawhney; der Soundtrack, der 29 Musikstücke umfasst, wurde am 13. Oktober 2017 von Varese Sarabande veröffentlicht.
Der Film hatte am 10. September 2017 im Rahmen des Toronto International Film Festivals Premiere und eröffnete am 4. Oktober 2017 das London Film Festival. Anfang Oktober 2017 wurde er beim Zurich Film Festival vorgestellt, bei dem Andrew Garfield mit dem Golden Eye Award geehrt wurde. Am 13. Oktober 2017 kam der Film in die US-amerikanischen Kinos, am 27. Oktober 2017 in die Kinos im Vereinigten Königreich. Am 19. April 2018 kam der Film in die deutschen Kinos.
Die deutsche Synchronisation entstand nach einem Dialogbuch und der Dialogregie von Benedikt Rabanus im Auftrag der Mo Synchron GmbH, München. Leonhard Mahlich leiht in der deutschen Fassung Robin Cavendish seine Stimme, Sarah Riedel seiner Ehefrau Diana.

## Rezeption

### Altersfreigabe
In Deutschland erhielt der Film eine Freigabe ab 12 Jahren. In der Freigabebegründung heißt es: „Der Film ist insgesamt ruhig erzählt; die Geschichte mit ihrer Botschaft über Zusammenhalt, Selbstbestimmung und Integration kann von Kindern ab 12 Jahren problemlos verstanden werden. Es gibt mehrere dramatische und emotional intensive Szenen, in denen das Leben des Protagonisten in großer Gefahr ist. Zuschauer ab 12 Jahren sind in der Lage, diese Szenen in den Kontext der Krankheitsgeschichte einzuordnen und sie entsprechend zu verarbeiten. Auch das Thema Sterbehilfe wird in einer feinfühligen Weise behandelt, die Kinder ab 12 Jahren nicht überfordert.“

### Kritiken
Sidney Schering von Quotenmeter.de sagt, es sei dem Film anzumerken, dass Andy Serkis mit Produzent Jonathan Cavendish, Robin und Diane Cavendishs Sohn, eng befreundet ist, und der Regisseur zeige mit spürbarer Begeisterung, dass die Welt Leute wie seine Eltern sowie ihre Freunde braucht, die Grenzen nicht einfach hinnehmen, sondern sagen: „Wenn ein normaler Rollstuhl mit angeschlossener Beatmungsmaschine zu schwer zu schieben ist, dann muss halt ein elektrischer Rollstuhl erfunden werden!“ Serkis setze mehrmals auf den sogenannten Gilligan Cut, so Schering weiter, eine durch Gilligans Insel populär gemachte Form audiovisuellen Humors, bei der eine Figur etwas als unmöglich darstellt, worauf ein Schnitt folgt und man als Nächstes sieht, wie es sehr wohl passiert. Schering merkt an, Serkis stolpere beim Versuch, seinen Intentionen gerecht zu werden, über die flache Charakterisierung, die William Nicholsons Drehbuch dem zentralen Figurenpaar hatte zukommen lassen, und weil der Film so sehr damit beschäftigt sei, ständig neue Etappen im Leben der Cavendishs abzuklappern, bleibe kaum Raum für ruhigere Passagen, in denen die Persönlichkeit der Figuren abseits ihres Kampfeswillen tiefer beleuchtet wird. Realistisch blieben die kleinen Widersprüche in der Charakterisierung der Cavendishs dennoch, was auch am engagierten Spiel von Andrew Garfield und Claire Foy liege, so Schering, die als Paar voller großer Gefühle glaubwürdig seien. Schering resümiert: „Mit guten Intentionen versehen ist diese tragikomische Krankengeschichte für große Anhänger des emotionalen Kinos durchaus einen Blick wert: Hübsch fotografiert und mit Inbrunst gespielt, macht Solange ich atme seine dünne Figurenzeichnung weitestgehend vergessen, selbst wenn die launigeren Passagen teils überbetont wirken.“

### Auszeichnungen
Der Film wurde im Oktober 2017 in die Longlist für den Douglas Hickox Award zur 20. Verleihung der British Independent Film Awards aufgenommen. Jan Sewell war dort für das beste Make Up und Hair Design nominiert, Ian Wilson und Becki Ponting erhielten eine Nominierung für den besten Sound.